# Protomeroleuca
Protomeroleuca là một chi bướm đêm thuộc họ Noctuidae.